# Fluminicola minutissimus
Fluminicola minutissimus är en snäckart som beskrevs av Henry Augustus Pilsbry 1907. Fluminicola minutissimus ingår i släktet Fluminicola och familjen tusensnäckor. Inga underarter finns listade i Catalogue of Life.